# Arriu Joeu
El riu Joeu (en occità, arriu Joeu) és un curs d'aigua de la Vall d'Aran, afluent per l'esquerra del riu Garona. La capçalera del Joèu pertany al terme de Viella, i la resta de la conca al d'Es Bòrdes. El Joeu desaigua al Garona a Castèl-Leon, aigua avall d'Es Bòrdes a una altitud de 793,5 metres.

## Naixement del riu
El riu neix a partir de diversos torrents; la Canaleta de Pomero, el Barranc dera Ribèra i el Barranc des Pois conflueixen a l'Artiga de Lin i formen el riu Joeu a un altitud de 1.474,10 metres. Addicionalment, l'existència d'un fenomen càrstic que es produeix al curs alt del riu Éssera, ubicat al vessant Sud del Pirineu, on aquest riu desapareix sota terra una mitjana de 155 dies a l'any a la dolina anomenada Forat d'Aigualluts per ressorgir als Uelhs deth Joeu, a la vall d'Aran i contribuir al cabal del riu Joeu.
La hipòtesi que les aigües procedents del Forat d'Aigualluts ressorgissin als Uelhs deth Joeu va ésser formulada per primera vegada pel geòleg francès Louis Ramond de Carbonnières a la fi de segle xviii, però no va ser fins 1931 quan l'espeleòleg Norbert Casteret va confirmar aquesta teoria. Ho va fer vessant sis barrils de colorant, fluoresceïna, en les aigües de Forat d'Aigualluts. Unes hores més tard, la fluoresceïna deixava veure el seu característic color verd als Uelhs deth Joeu.

## Aprofitament hidroelèctric
Pocs metres després dels Uelhs deth Joeu un assut desvia part de l'aigua del riu cap a una canalització soterrada que porta l'aigua al llarg de 1.062 metres de longitud pel vessant occidental de la Serra d'Auba fins a la cambra d'aigües (situada a 1.364 metres d'altitud i anomenada amb el toponim Era Crambra) des de la que s'inicia la canonada forçada que abasteix la Central de Benós. El cabal desviat és de fins a 5 metres cúbics per segon.